# Isabelle Villiger
Isabelle Villiger, née le 24 novembre 1962, est une joueuse de tennis suisse, professionnelle entre 1980 et 1982.
Elle a atteint les demi-finales du tournoi junior de Wimbledon en 1979 et 1980.
Membre de l'équipe de Suisse de Fed Cup, elle y a joué quatre rencontres dont une en quart de finale du groupe mondial en 1981 contre Bettina Bunge.

## Palmarès

### Titre en simple dames
Aucun

### Finale en simple dames
Aucune

### Titre en double dames
Aucun

### Finale en double dames
Aucune

## Parcours en Grand Chelem

### En simple dames
| Année | Open d'Australie (janvier) | Open d'Australie (janvier) | Internationaux de France | Internationaux de France | Wimbledon       | Wimbledon      | US Open | US Open | Open d'Australie (décembre) | Open d'Australie (décembre) |
| ----- | -------------------------- | -------------------------- | ------------------------ | ------------------------ | --------------- | -------------- | ------- | ------- | --------------------------- | --------------------------- |
| 1981  | n/a                        | n/a                        | 1er tour (1/64)          | Mima Jaušovec            | 1er tour (1/64) | Betsy Nagelsen | -       | -       | 1er tour (1/32)             | Anne Hobbs                  |
| 1982  | n/a                        | n/a                        | 1er tour (1/64)          | Tanya Harford            | -               | -              | -       | -       | -                           | -                           |

À droite du résultat, l’ultime adversaire.

### En double dames
| Année | Open d'Australie (janvier) | Open d'Australie (janvier) | Internationaux de France      | Internationaux de France  | Wimbledon                   | Wimbledon                 | US Open | US Open | Open d'Australie (décembre) | Open d'Australie (décembre) |
| ----- | -------------------------- | -------------------------- | ----------------------------- | ------------------------- | --------------------------- | ------------------------- | ------- | ------- | --------------------------- | --------------------------- |
| 1981  | n/a                        | n/a                        | 2e tour (1/16) Penny Johnson  | S. Margolin Anne White    | 1er tour (1/32) Rene Blount | Ilana Kloss P. Teeguarden | -       | -       | 1er tour (1/16) Rene Blount | Linda Cassell Keryn Pratt   |
| 1982  | n/a                        | n/a                        | 1er tour (1/32) Debbie Jevans | Henricksson Pam Whytcross | -                           | -                         | -       | -       | -                           | -                           |

Sous le résultat, la partenaire ; à droite, l’ultime équipe adverse.

### En double mixte
| Année | Open d'Australie (janvier), | Open d'Australie (janvier), | Internationaux de France   | Internationaux de France  | Wimbledon                    | Wimbledon                  | US Open | US Open | Open d'Australie (décembre), | Open d'Australie (décembre), |
| ----- | --------------------------- | --------------------------- | -------------------------- | ------------------------- | ---------------------------- | -------------------------- | ------- | ------- | ---------------------------- | ---------------------------- |
| 1981  | n/a                         | n/a                         | 2e tour (1/8) M. Günthardt | P. Teeguarden F. González | 1er tour (1/32) M. Günthardt | Karen Gulley Dale Collings | -       | -       | n/a                          | n/a                          |
| 1982  | n/a                         | n/a                         | 2e tour (1/8) Z. Kuhárszky | C. Reynolds Tracy Delatte | -                            | -                          | -       | -       | n/a                          | n/a                          |

Sous le résultat, le partenaire ; à droite, l’ultime équipe adverse.

## Parcours en Coupe de la Fédération
| #                                                                             | Date       | Lieu        | Surface      | Gagnante(s)       | Perdante(s)       | Score         |          |
|                                                                               |            |             |              |                   |                   |               |          |
| 1978 - 1er tour (groupe mondial) - Suisse - Irlande - 3 : 0                   |            |             |              |                   |                   |               |          |
| 1                                                                             | 27/11/1978 | Melbourne   |              | Isabelle Villiger | Jo Sheridan       | 6-1, 6-0      | Parcours |
|                                                                               |            |             |              |                   |                   |               |          |
| 1981 - 2e tour (groupe mondial) - Taïwan - Suisse - 0 : 3                     |            |             |              |                   |                   |               |          |
| 2                                                                             | 09/11/1981 | Tokyo       | Terre (ext.) | Isabelle Villiger | Ho Chiu-Mei       | 6-2, 6-0      | Parcours |
|                                                                               |            |             |              |                   |                   |               |          |
| 1981 - 1/4 de finale (groupe mondial) - Allemagne de l'Ouest - Suisse - 1 : 2 |            |             |              |                   |                   |               |          |
| 3                                                                             | 09/11/1981 | Tokyo       | Terre (ext.) | Bettina Bunge     | Isabelle Villiger | 6-3, 6-1      | Parcours |
|                                                                               |            |             |              |                   |                   |               |          |
| 1982 - 1er tour (groupe mondial) - Suisse - Nouvelle-Zélande - 2 : 1          |            |             |              |                   |                   |               |          |
| 4                                                                             | 19/07/1982 | Santa Clara | Dur (ext.)   | Linda Stewart     | Isabelle Villiger | 6-1, 2-6, 6-2 | Parcours |